# ابن قرقول
أبو إسحاق إبراهيم بن يوسف بن إبراهيم بن عبد الله بن باديس ابن القائد الحمزي، المعروف والمسمى بابن قُرْقُول (505 - 569 هـ / 1111 - 1174م) . أحد علماء الحديث النبوي، وأحد أدباء الأندلس في القرن السادس الهجري. تعود أصول ابن قرقول إلى موضع يسمى حمزة بناحية المسيلة من عمل بجاية، ومولده كان في مدينة المرية الأندلسية.

## علمه
رحل ابن قرقول في طلب الحديث، فسمع من جده لأمه أبي القاسم بن ورد، ومن أبي الحسن بن نافع وروى عنهما، وعن أبي الحسن بن اللواز، وأبي العباس بن العريف الزاهد، وأبي عبد الله بن الحاج الشهيد. وحمل عن أبي إسحاق الخفاجي ديوانه.روى عنه عدة منهم: يوسف بن محمد بن الشيخ، وعبد العزيز بن علي السماتي. كان من أوعية العلم، له كتاب المطالع على الصحيح. استقر ابن قرقول بملقة، ثم انتقل إلى سبتة ومنها إلى سلا، وتوفي بفاس.

## شهادة أهل العلم فيه
- ابن الأبار:

| ابن قرقول | كان نظارا أديبا حافظا يبصر الحديث ورجاله، وقد صنف وألف مع براعة الخط وحسن الوراقة | ابن قرقول |

- ابن فرحون:

| ابن قرقول | «كان فاضلاً وصحب جماعة من العلماء بالأندلس | ابن قرقول |

- الحافظ ابن حجر العسقلاني:

| ابن قرقول | صاحبُ التواليف أبو إسحاق إبراهيم بن يوسف بن قَرقُول الحَمْزي | ابن قرقول |

- تلميذه الحافظ ابن دحية مجد الدين أبو الخطاب:[3]

| ابن قرقول | الفقيه الإمام المحدث الأصولي النحوي اللغوي أبو إسحاق إبراهيم بن يوسف | ابن قرقول |

.

## كتبه
- مطالع الأنوار على صحاح الآثار. توجد الطبعة الأصلية في شستربتي برقم (3561)، ومنه جزآن مخطوطان في القرويين ودار الكتب، ومنه الجزء الثاني في خزانة الرباط.[4]